# Xerolenta razlogi
Xerolenta razlogi е вид охлюв от семейство Hygromiidae.

## Разпространение и местообитание
Видът е разпространен в България.
Обитава гористи местности и ливади.

## Описание
Популацията на вида е стабилна.